# Hôpital d'Aurora
 (juin 2019).
L'hôpital d'Aurora (en finnois : Auroran sairaala) est un hôpital du HUS situé dans le quartier de Pasila à Helsinki en Finlande,,.

## Présentation
L'hôpital a des départements hospitaliers spécialisés en maladies infectieuses, psychiatrie juvénile, psychiatrie pour adultes, une polyclinique ainsi qu'une maison médicale municipale.
Selon les derniers projets, l'hôpital serait transformé en hôpital psychiatrique au plus tard dans les années 2030.

## Histoire
L'établissement est fondé en 1914, en tant qu'hôpital municipal pour les maladies infectieuses. 
Avec le développement des soins, les besoins hospitaliers dans ce secteur diminueront et dans les années 1930 l'hôpital est transformé progressivement en hôpital pour enfants. Il gardera cette spécialité jusqu'au milieu des années 1990. 

## Étymologie
L'hôpital est nommé en l'honneur de Aurora Karamzin.
À Helsinki, la rue d'Aurora, la rive de Karamzin et le pont d'Aurora portent ausi son nom.

## Galerie

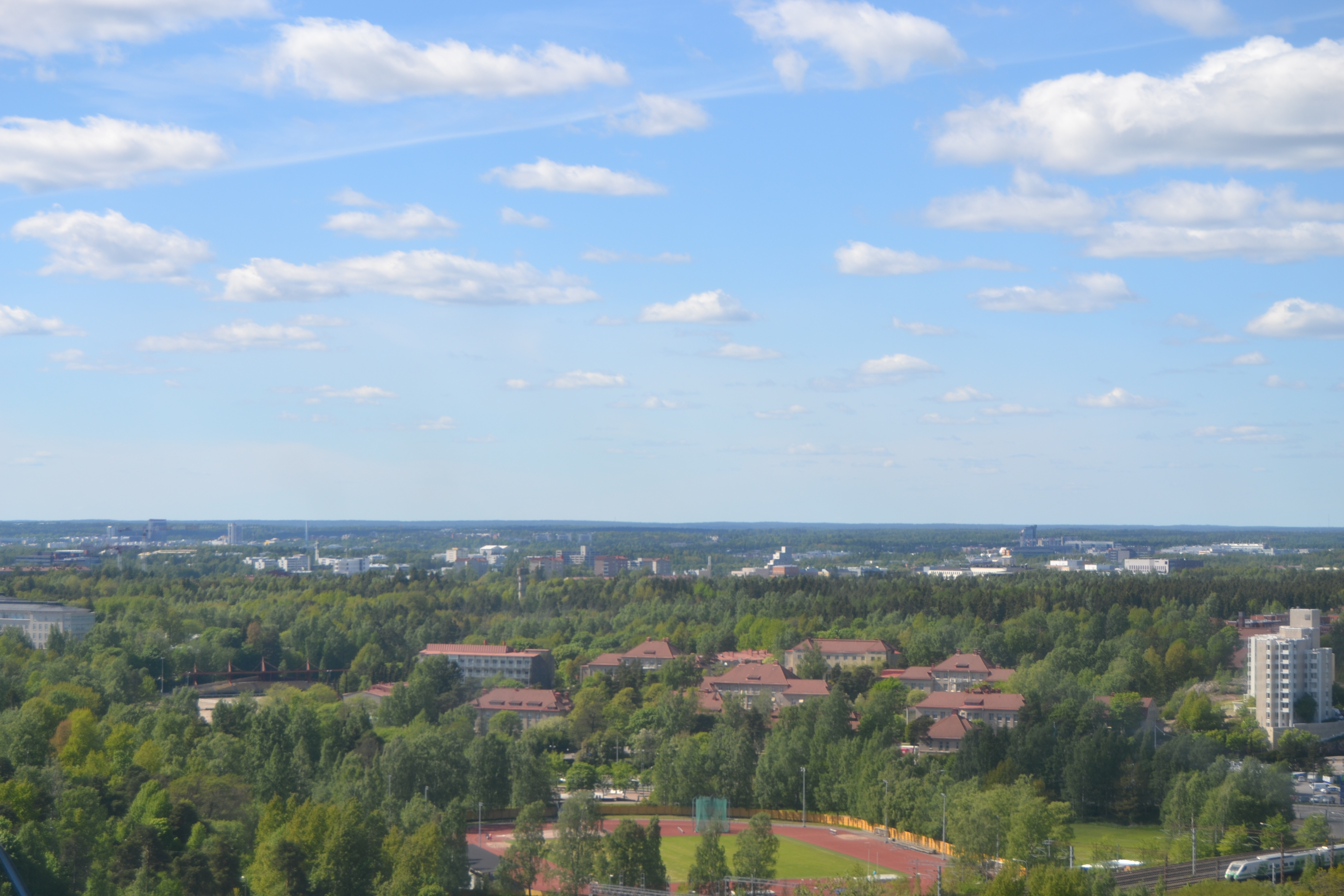
L'hôpital d'Aurora vu de Linnanmäki.
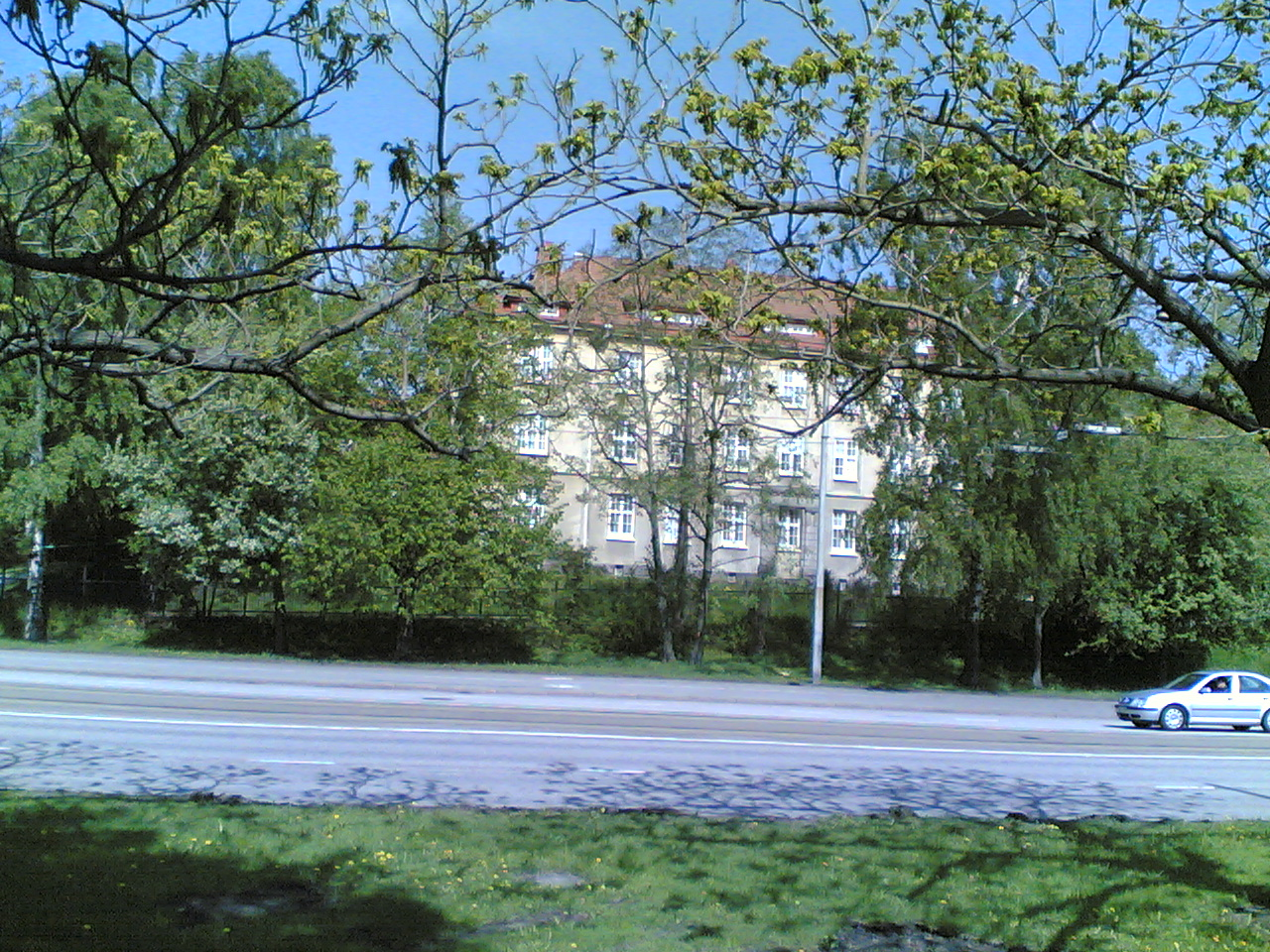
L'hôpital vu de Nordenskiöldinkatu.
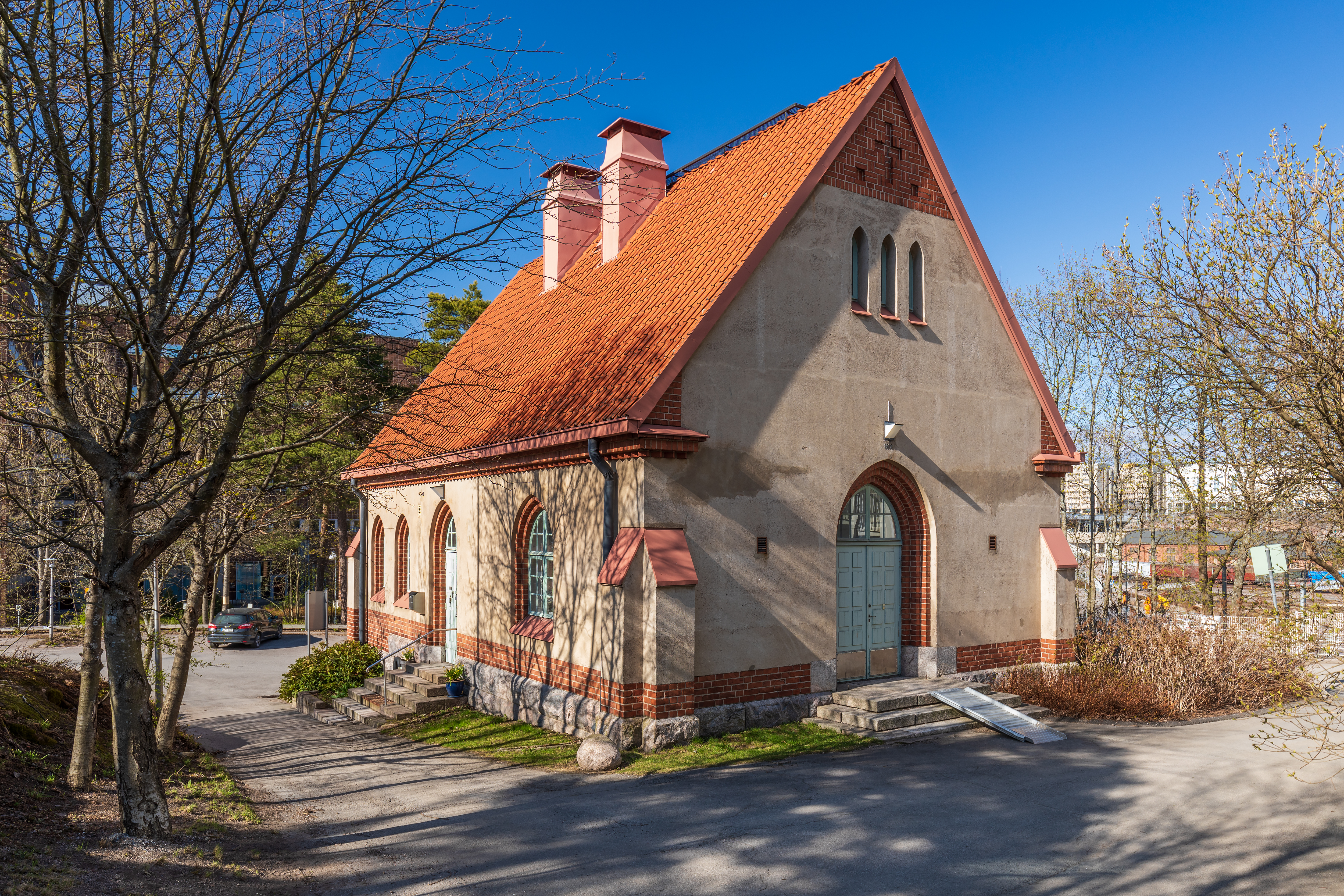
Chapelle de l'hôpital.
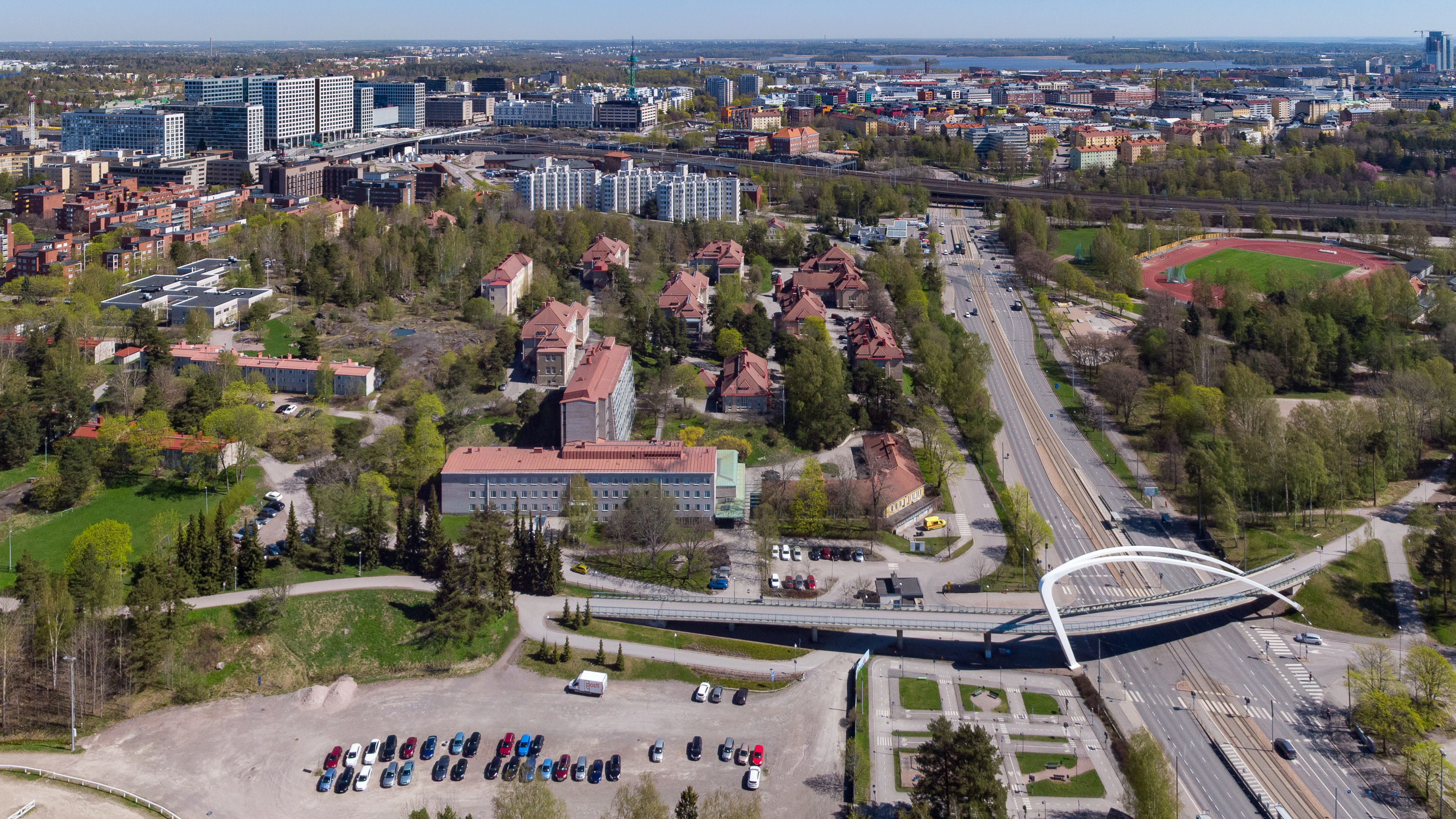
Le pont d'Aurora et l'hôpital d'Aurora en 2021.